# هوگو دولهایزر
هوگو دولهایزر (آلمانی: Hugo Dollheiser; ۱۸ سپتامبر ۱۹۲۷ – ۷ اکتبر ۲۰۱۷) بازیکن هاکی روی چمن اهل آلمان بود.